# ハリー・マクニッシュ
ハリー・マクニッシュ（英: Harry McNish、または"McNeish"、1874年9月11日 - 1930年9月24日）は、1914年から1917年にアーネスト・シャクルトンが率いた帝国南極横断探検隊で大工だった。遠征船エンデュアランスがウェッデル海で氷に閉ざされ破壊された後、隊員の生き残りのために必要となった行動で活躍した。小さな救命ボートであるジェイムズ・ケアード号を改造し、シャクルトンとマクニッシュを含む6人が乗って、南極海の約800海里 (1,500 km) を航海し、助けを呼びに行った。
この遠征後は商船海軍に戻り、最後はウェリントンのドックで働いた。健康が悪化したために引退し、ウェリントンのオヒロ慈善ホームで貧窮の内に死去した。

## 初期の経歴
ハリー・マクニッシュ、ニックネームはチッピーは、1874年にスコットランドのレンフルーシャー、ポートグラスゴーで現在は図書館になっている場所の近く、元のライオンズ・レーンで生まれた[a]。父はジョン・マクニッシュ、母はメアリー・ジェーン（旧姓ウェイド）であり、その11人子供では3番目だった。父は靴職人だった。マクニッシュは社会主義の強い見解を持ち、連合自由スコットランド教会の会員であり、悪い言葉を嫌った。マクニッシュは3度結婚した。1895年にジェシー・スミスと結婚したが、ジェシーは1898年に死んだ。同年、エレン・ティモシーと結婚したが、エレンも1904年12月に死んだ。最後は1907年に結婚したリジー・リトルジョンだった。
マクニッシュの名前の綴りに付いてはいくらか混乱がある。McNish、McNeish、さらにアレクサンダー・マクリンの遠征日記ではMacNishとなっている。McNeishは遠征に関するシャクルトンやフランク・ワースリーの証言で使われており、墓石にもそうなっているが、McNishも広く使われており正しいように見える。遠征隊の写真で署名があるものをみると"H. MacNish"と見えるが、その綴りは概して特異なものであり、遠征を通じて付けていた日記にも表れている。マクニッシュのニックネームについても問題がある。「チッピー」は伝統的に船大工に対するニックネームであり、「チッピー」も「チップス」も使われている（チップは大工仕事の木くずから来ている）。

## 帝国南極横断探検隊

### エンデュアランス
帝国南極横断探検隊の目的は、世界で初めて南極大陸を横断することだった。マクニッシュはシャクルトンの遠征用広告に惹きつけられた。ただし広告が出ていたのかについて疑いがある。広告文は次のようだった。

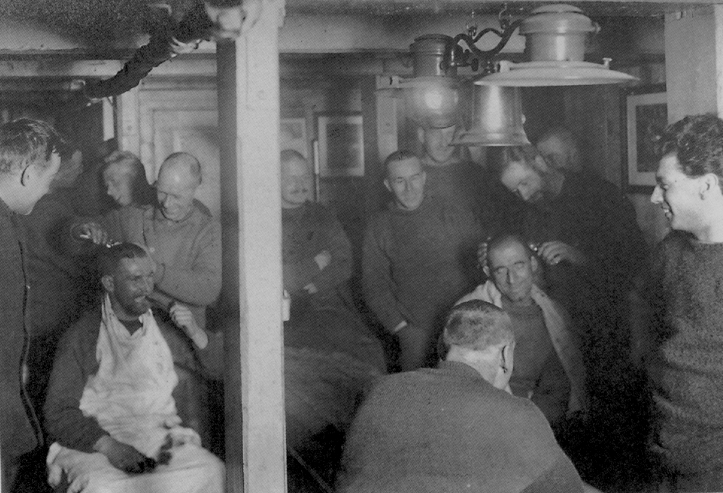
エンデュアランスの船内で散髪をする隊員、マクニッシュは左で頭を刈っている

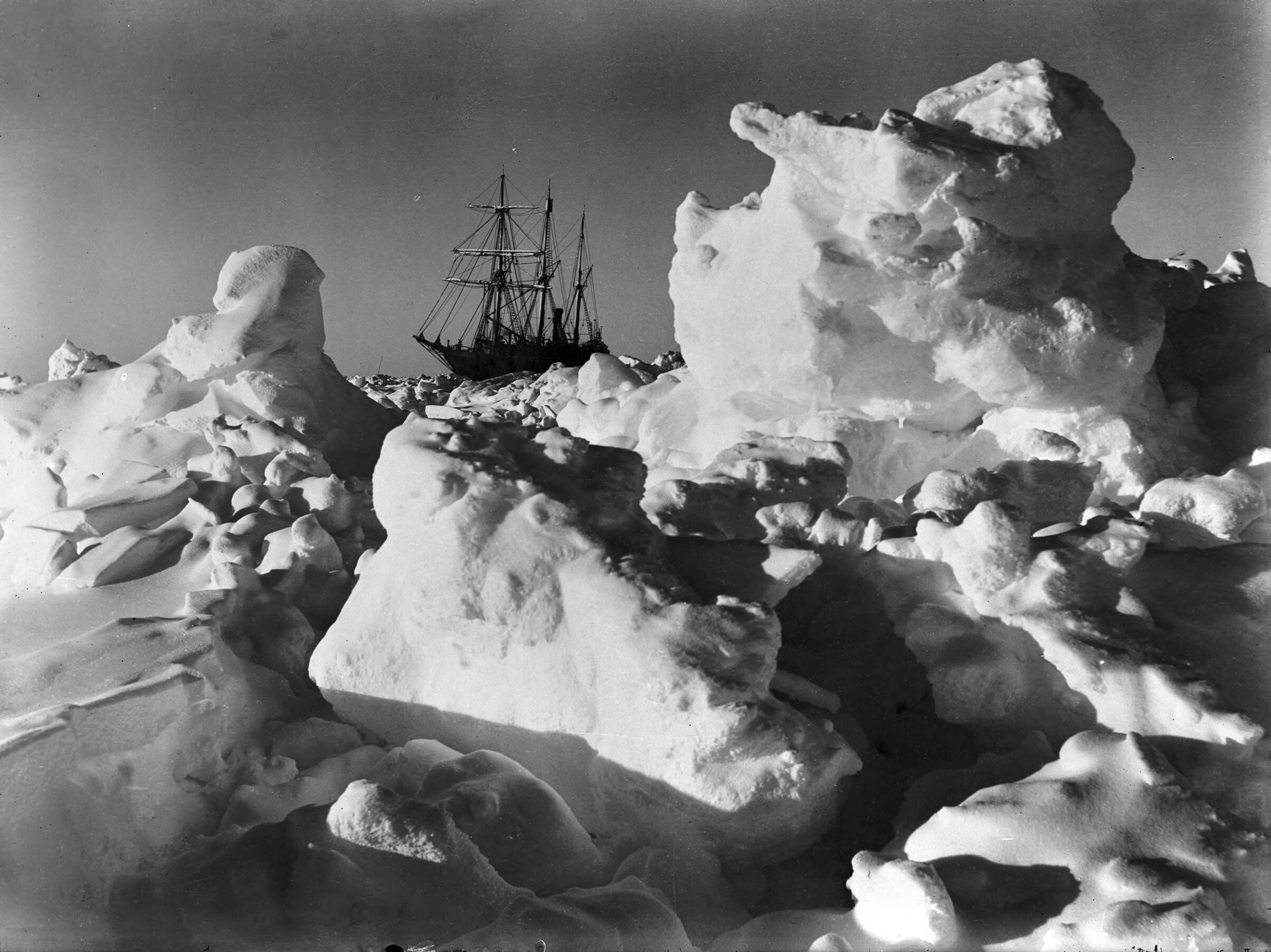
氷に捉われたエンデュアランス、マクニッシュは浸水を防いだが、潰されるのまでは止められなかった。

遠征に出た時のマクニッシュは40歳であり、隊員の中では年長だった。ただしシャクルトンが7か月年上だった。マクニッシュは痔が悪く、脚はリウマチを患っていた。幾分奇妙で洗練されていないと見られたが、大工として大いに尊敬されてもおり、エンデュアランスの船長フランク・ワースリーが「素晴らしい船大工」だと言っていた[b]。しかし、パイプ煙草を喫うこのスコットランド人は、シャクルトンが「絶対的な信頼を寄せてはいない」乗組員では唯一の男だった。マクニッシュのスコットランド訛りは「すり切れたケーブルワイア」のようなガラガラ声だった。
ブエノスアイレスから南極に向けた航海の最初の段階で、マクニッシュは多くの定型業務で忙しくしていた。平底ディンギーのナンシー・エンデュアランスで働き、シャクルトンのために小さな整理ダンスを作り、生物学者ロバート・クラークのために標本棚を作り、気象学者レナード・ハッシーのためには装置入れを作り、操舵手を保護するために巻き上げスクリーンを設置した。補助甲板を作って船尾楼甲板から海図室まで伸ばし、船に積んでいた予備石炭を覆った。船の床屋としても活動した。船がウェッデル海の叢氷に突っ込んだとき、次第に航行が難しくなっていった。マクニッシュは船橋に6フィート (1.8 m) の木製信号機を作って航海士が操舵手に指示を送れるようにし、船尾には小さなステージを作って、プロペラが厚い氷に捕まらないよう監視することを可能にした。
船が叢氷に捕まってしまったとき、マクニッシュの任務は間に合わせの家を造ることまで拡大され、船がもう助からないことが明らかになると、氷の上の旅に使う橇を海でも使えるように改良した。乗組員が食事を摂る部屋（ザ・リッツと呼ばれた）や眠ることのできる小部屋も作った。マクニッシュは三等航海士のアルフレッド・チーザムと共に「セイラーズ・レスト」を共有していた。乗組員の助けを借りて、上甲板に犬小屋を建てた。エンデュアランスが動けなくなり、乗組員が氷の上で過ごすようになると、マクニッシュがゴールポストを建て、サッカーが隊員の日常行事になった。夜の時間を過ごすために、マクニッシュはフランク・ワイルド、トム・クリーン、ジェイムズ・マキルロイ、ワースリー、シャクルトンと士官室でポーカーをした。
氷の圧力のために、エンデュアランスが氷に飲まれ始めた。船への浸水を防ぐために囲い堰を作り、毛布の切れで隙間を埋め、継ぎ手の上に帯を釘付けした。この作業をしているときに凍るような水に腰まで浸かって何時間も立っていた。氷の圧力で船が潰れるのを防ぐことはできなかったが、いつ対策をやめるべきかは経験で分かった。船が破壊されてしまうと、「ザ・リッツ」であったものから物資を救い出す任務を行った。マクニッシュがその仕事に取り掛かってから、甲板を明けて大量の物資を取り出すまでに数時間もかからなかった。

### 氷の上で

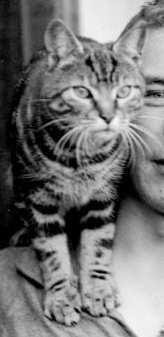
マクニッシュの猫「ミセズ・チッピー」、船が壊された後は殺すしかなかった

氷の上で乗組員がキャンプしている間にマクニッシュが見張り当番に立ったとき、氷の一部が割れて行き、次の当番の者が素早くマクニッシュに紐を投げて安全な所まで飛び戻ることができるようにしたので、やっとのことで救われたことがあった。シャクルトンは、翌日氷の別の裂け目が現れた後で、マクニッシュが辛うじて救われたと静かに語っていたと報告していた。マクニッシュが船に連れて来ていた猫の「ミセズ・チッピー」は、エンデュアランスが失われた後で、その後の厳しい条件を生き残れないことが明らかだったので、銃で殺すしかなかった。その命令を出したシャクルトンを、マクニッシュが許したことは無かった。
マクニッシュは船の破片からより小さな船を建造することを提案したが、その提案は却下され、その代わりにシャクルトンが、船の救命ボート3隻を引っ張って、開けた海まで向かうことに決めた。マクニッシュは航海が始まるほぼ直前から痔とホームシックを患っており、船が失われてしまうと、その憤懣が大きくなった。同じテントで寝る隊員の言葉を標的にして、その日記ではけ口を見つけていた。
マクニッシュは氷の上を橇を曳いて歩く大きな苦痛の中で、ハーネスを曳く自分の順番を拒否してフランク・ワースリーに抗議することで、簡潔に反乱を起こした。エンデュアランスが破壊されて以来、乗組員がもはや命令に従う義務はなかった。この問題をシャクルトンがどう処理したかについては様々な証言がある。ある者はマクニッシュを射殺すると脅したと言っており、またある者はシャクルトンが船の契約書を読み上げ、港に着くまで乗組員はその義務の下にあることを明確にしたと言っている。マクニッシュの主張は通常なら正しかった。船が失われたときに主人に対する任務は通常無くなるが、エンデュアランスのために乗組員が署名した契約書には、「船上、ボートあるいは陸上でも主人あるいは船首の指示に従って任務を遂行する」という特別条項があった。これを抜きにしても、マクニッシュには従うしか実際的選択肢が無かった。一人だけでは生存できず、命令に従わなければ、他の隊員と共に居続けることもできなかった。最終的にシャクルトンは、ボートを曳くという試みが誤りだったと判断し、唯一の解決法は氷が融けて海が開けるのを待つということになった。
物資が不足し始め、隊員は飢えるようになった。マクニッシュはタバコを喫って飢えの苦しみを和らげるようにしており、犬達を撃ち殺すのは恐ろしく悲しいことだと考えたが、「その肉がご馳走だ。アザラシの肉を食べてから長く経って、それは大きなご馳走だ」と言って、肉を食べれば幸福だろうと記録していた。
隊員のキャンプしていた氷が叢氷の外れ近くになって来たときに、シャクルトンは3隻の救命ボート、ジェイムズ・ケアード号、スタンコーム・ウィルズ号、ダドリー・ドッカー号でまずエレファント島に向かうと判断した。マクニッシュは開けた海で長く航海できるように、ボートに最善の準備をしていた。両舷に板を追加して乾舷を高くするようにしていた。

### エレファント島とジェイムズ・ケアード号
エレファント島までの海上の旅でマクニッシュはシャクルトンやフランク・ワイルドと共にジェイムズ・ケアード号に乗船した。島に近づくと、24時間ぶっ通しで舵を握っていたワイルドが倒れそうになり、シャクルトンがマクニッシュにワイルドの代わりをするよう命令した。マクニッシュ自身も体調が良くはなかった。その恐ろしい状態にも拘わらず1時間半後には眠ってしまった。ボートが揺れて大波がマクニッシュをびしょ濡れにした。これで目を覚まさせるには十分だったが、シャクルトンはマクニッシュがあまりに疲れているのをみてとり、他の者との交代を命じた。
隊員全員がエレファント島に達した後、シャクルトンは小さな隊を編成してサウスジョージア島まで行くことにきめた。そこならば捕鯨船の乗組員を見つけて、隊員の残りを助けに来るのを手伝ってくれる可能性があると見ていた。マクニッシュはシャクルトンからジェイムズ・ケアード号を長い航海に耐えるよう改良することを要求され、かつその乗組員になるよう要求された。シャクルトンは、マクニッシュを他の隊員と共に後に残した場合に、その士気に与える悪影響を心配していた。マクニッシュにしてみれば、同行出来て幸福に思えた。マクニッシュはエレファント島をいいように思えず、そこで越冬する隊員に生き残れるチャンスが少ないように思えた。

ジェイムズ・ケアード号がエレファント島からサウスジョージア島まで辿った経路（青線）。緑はエレファント島に至るまでの経路

マクニッシュはスタンコーム・ウィルズ号のマストを使って、ジェイムズ・ケアード号の竜骨を強化し、艇長22.5フィート (6.9 m) のボートを約800海里 (1,500 km) の航海に耐えられるように造り替えた。アザラシの血と小麦粉を混ぜて漏れ止めにし、包装ケースや橇の刃から木や釘を取り、間に合わせの枠構造を作ってその上を帆布で覆った。シャクルトンは「道中で起こる可能性の強い」現象にボートが耐えられるかを心配し、外観に付いては丈夫に見えるようになっただけだった。しかし後にはそれが無ければ隊員が生き残れなかったであろうことを認めた。ボートを進水させるときに、マクニッシュとジョン・ビンセントが甲板から海に投げ入れられた。水浸しだったが、どちらも無傷であり、ジェイムズ・ケアード号で出発する前に、エレファント島の隊員と衣服を何とか交換することができた。ボートの上の雰囲気は快活であり、マクニッシュは1916年4月24日の日記に次のように記していた。
しかしその雰囲気は長く続かなかった。この旅の間の小さな船の上の状態は恐ろしいものであり、乗組員は常に濡れて寒かった。マクニッシュは、シャクルトンが苦境に耐える能力に感心していた。もっと若いビンセントが疲れと寒さで倒れていた。6人の隊員が2組に分かれて4時間ずつのウォッチを組んだ。3人がボートを操作している間に、他の3人は帆布の下に寝て睡眠を取ろうとした。マクニッシュはシャクルトンとクリーンと共にウォッチになった。全員が足の痛みを訴えており、エレファント島を出てから4日目に、マクニッシュが突然座って長靴を脱ぎ、脚と足が白くむくんでいるのを見せた。それは塹壕足炎の初期の兆候だった。シャクルトンはマクニッシュの足の状態を見て、全員に長靴を脱ぐよう命じた。

### サウスジョージア島
ジェイムズ・ケアード号の隊員は、エレファント島を出てから15日後の1916年5月10日にサウスジョージア島に到着した。彼らはキングホーコン湾のケイブ・コーブに上陸した、そこは島の目的地の反対側だったが、全員が上陸できるのが安息だった。マクニッシュはその日記に次のように記した。
彼らは食用になるアホウドリの雛とアザラシを見つけたが、小さなボートよりも比較的慰みが与えられる島にいたとしても、島の反対側のハスビクにある捕鯨基地に行って、エレファント島に残っている隊員の救援を求めることを緊急に必要としていた。マクニッシュとビンセントはそれ以上先に進めないことが明らかであり、シャクルトンはひっくり返したジェイムズ・ケアード号の下で、ティモシー・マッカーシーに二人の世話を任せ、ワースリーとクリーンと共に山越えの危険な旅に出発した。マクニッシュはジェイムズ・ケアード号のネジを外し、それを山越え隊員の長靴に付けて、氷を掴んで歩きやすくできるようにした。また浜で見つけた流木からありあわせの橇を作ったが、実用にするにはあまりに動きが悪かった。シャクルトン達3人は1916年5月18日に出発し、マクニッシュも数百ヤードはついて行ったが、それ以上は行けなかった。マクニッシュは3人のそれぞれと握手して幸運を祈り、そのごシャクルトンがマクニッシュを送り帰した。シャクルトンは残る3人の指揮者にマクニッシュを指名し、救援を待つこと、冬の終わりまでに誰も来なければ、島の東海岸までボートで行きつく試みを行うことを言い残した。シャクルトンの隊は山を越えてハスビクに到着し、捕鯨船サムソンでワースリーを送って3人を救出させた。シャクルトンは痩せ衰えたマクニッシュが捕鯨基地に到着するのを見た後で、マクニッシュにとっては救援がぎりぎりのタイミングだったことを感じたと記録していた。

## 極圏メダル
氷の上での反乱が実際にどのような話であったにしろ、ワースリーもマクニッシュも記録に残る形でこの出来事を残さなかった。シャクルトンはその遠征の記録『南』からその話を完全に外しており、その日記の中で、「大工以外は皆がよく働いている。この歪とストレスの時に私は彼のことを決して忘れないだろう」とそれとなく触れるに留めていた。この出来事は船の日誌に残されたが、その記述はジェイムズ・ケアード号の航海中に削られていた。シャクルトンはマクニッシュが「気骨と精神」を示したことに心を動かされていた。それでも、マクニッシュの名前は、シャクルトンが帰還した時に送った手紙で、極圏メダルを推薦されなかった4人に含まれていた。マクリンはメダル授与を否定するのは不公平だと考え、次のように記した。
マクリンはシャクルトンの判断が、マクニッシュと敵対関係にあり、南極からシャクルトンと共に戻って来たワースリーに影響された可能性があると考えた。スコット極圏研究所、ニュージーランド南極協会のメンバー、および『エンデュアランス』の著者キャロライン・アレクサンダーは、シャクルトンがマクニッシュを表象対象から外したことを批判し、死後でも授章させるべきという運動が続いている。

## 後年、記念と記録

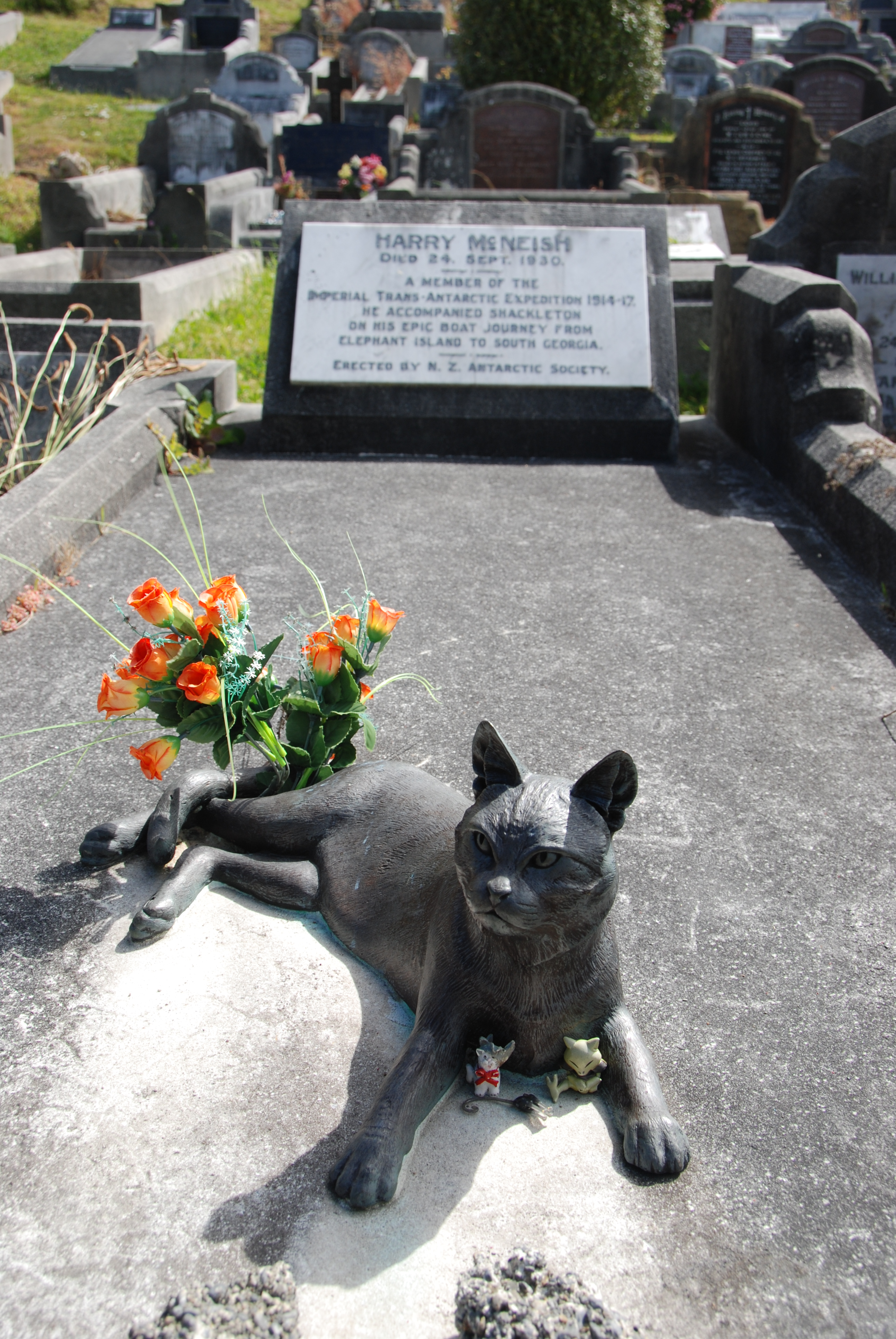
ウェリントンのカロリ墓地にあるマクニッシュの墓。ニュージーランド南極協会がミセズ・チッピーの像を追加した。マクニッシュの綴りはMcNeishと彫られている

マクニッシュはこの遠征後に商船海軍に戻り、様々な船に乗務した。ジェイムズ・ケアード号の航海中に耐えた状態のためにその骨がずっと痛むとこぼすことが多かった。その痛みのために握手するのを拒むこともあったと言われている。1918年3月2日にリジー・リトルジョンと離婚しており、その時までに新しいパートナーとなるアグネス・マーティンデールと出逢っていた。マクニッシュにはトムという息子がおり、マーティンデールにはナンシーという娘がいた。ナンシーのことはマクニッシュの日記に度々記述されているが、マクニッシュはナンシーの父ではなかったと見られる。マクニッシュはその人生で通算23年間海軍で過ごしたが、最後はニュージーランド・シッピング社で職を確保した。ニュージーランドまで5回旅行した後の1925年に移住し、その妻と[d]大工道具全てを後に残した。ウェリントンのウォータフロントで働いていたが、けがをしてその経歴も終わった。極貧の中で、桟橋の防水布に覆われた上屋で眠り、造船工から毎月集められた募金で生活した。オヒロ慈善ハウスに居場所を見つけたが、健康が悪化を続け、1930年9月24日、ウェリントン病院で死んだ。1930年9月26日にウェリントンのカロリ墓地に海軍の礼葬で埋葬された。HMSダニディン（このときたまたま港に居た）から12人が礼砲を撃ち、8人が棺を担いだ。しかし、マクニッシュの墓はその後30年間も表示の無いままとなっていた。1959年5月10日、ニュージーランド南極協会が墓石を建造した。2001年、その墓はほったからしで、雑草に囲まれていたと報告されたが、2004年、ニュージーランド南極協会が墓の外観を整え、マクニッシュが愛した猫のミセズ・チッピーの等身大銅像が墓の上に置かれた。マクニッシュの孫であるトムは、このことが極圏メダルを受けるよりも価値があると考えている。
1958年、イギリス南極測量隊が、サウスジョージア島のキングホーコン湾に入る所にある小さな島にマクニッシュ島（McNeish）と名付けた。1998年、イギリス南極地名委員会に提出されたこの島はマクニッシュの出生証明書に従い、McNish島と改名された。2006年10月18日、マクニッシュの故郷であるポートグラスゴーの図書館で、小さな楕円形の壁型銘板記念碑が除幕され、その年前半にはグリーノックのマクリーン博物館美術ギャラリーで、マクニッシュを主題にした展示会が行われた。マクニッシュの日記はニュージーランドのウェリントンにあるアレクサンダー・ターンブル図書館に保管されている。

## 原註
a. ^ マクニッシュが生まれた場所に付いては mapを参照
b. ^ ボートの改良を要求される前であっても、マクニッシュの大工としての技量についてはほとんど疑いが無かった。計測しているのを見られたことがなく、目だけで完璧にこなした。マクリンは、マクニッシュが行った全ての仕事が一級品だと言っており、彼を嫌っていたトマス・オード＝リーですら、「専門的木製船の男」だと渋々認めていた
c. ^ ミセズ・チッピーは航海に出た1か月後にオスであることが判明したが、名前はそのままにされた
d. ^ この資料にある「妻」はアグネス・マーティンデールだと考えられる。マーティンデールは妻ではなくパートナーだった。マクニッシュはこの時までに離婚していた